# Stade de Tillabéri
Stade de Tillabéri to wieloużytkowy stadion znajdujący się w mieście Tillabéri, w Nigrze. Na tym stadionie swoje mecze rozgrywała drużyna piłkarska AS Sonintcha. Stadion może pomieścić 5 000 widzów.